# 응우옌푹미엔끼
응우옌푹미엔끼(베트남어: Nguyễn Phúc Miên Ký / 阮福綿寄 완복면기, 1838년 4월 5일 ~ 1881년 12월 15일)는 응우옌 왕조의 황족이다. 민망 황제의 75번째 아들로, 생모는 궁인(宮人) 쩐티쑤언(阮氏椿)이다. 당호는 호고당(好古堂)이다.

## 생애
민망 19년 음력 3월 11일(1838년 4월 5일), 후에 황성에서 태어났다. 어릴 적에 출각(出閣)하여 독서(讀書)를 했으며, 학업에 성취가 있었다.
뜨득 12년(1859년) 음력 2월, 금천군공(베트남어: Cẩm Xuyên Quận Công / 錦川郡公)으로 봉해졌다.
뜨득 31년(1878년) 음력 1월, 뜨득 황제의 오십대수(五十大壽)를 맞이하여 뜨득이 응우옌푹미엔끼와 문랑군공(文朗郡公) 응우옌푹홍젓이 배우기에 근면하니 매우 구하기 어려운 인재라고 하여 응우옌푹미엔끼를 금국공(베트남어: Cẩm Quốc Công / 錦國公)으로 진봉하였다.
뜨득 34년 음력 10월 24일(1881년 12월 15일), 사망하니 향년 44세였다. 시호를 공목(恭睦)이라고 하였고, 트어티엔부 흐엉투이현 끄찐총(居正總) 응우옛비에우사(月瓢社)에 장사지냈다. 푸방현 드엉아인총(棠英總) 비자사(葦野社)에 사당을 세우고 제사를 지냈다.
카이딘 3년(1918년) 음력 10월, 금천군왕(베트남어: Cẩm Xuyên Quận Vương / 錦川郡王)으로 진봉되었고, 시호를 고쳐 단숙(端肅)이라고 하였다.
저서로 《호고당시집(好古堂詩集)》이 있다.

## 자녀
아들 7명과 딸 13명을 두었다. 후예들은 신(身) 자부(字部)를 하사받고 그에 따라 이름을 지었다.

### 아들
- 첫째 응우옌푹홍꿍(阮福洪躬) - 금향공(錦鄕公)을 습봉하였다.
- 둘째 응우옌푹홍도아(阮福洪軃) - 금향후(錦鄕侯)를 습봉하였고, 타인호아제독(清化提督)을 맡았다.
- 응우옌푹홍턴(阮福洪身)
- 응우옌푹홍쿠(阮福洪軀)

## 참고 문헌
- 《대남식록》정편(正編) 열전(列傳) 2집(二集) 권7(卷七)
- 《완복족세보(阮福族世譜)》